# The Waltons

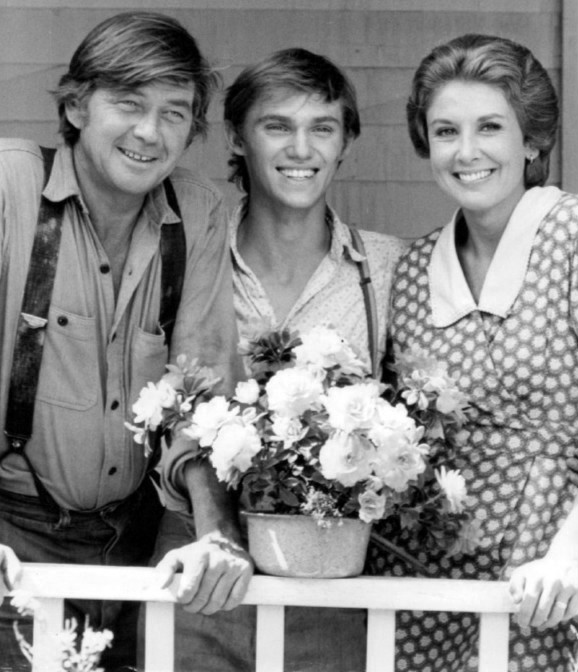
Publiciteitsfoto voor The Waltons met v.l.n.r. Ralph Waite (John Walton, Sr.), Richard Thomas (John Boy) en Michael Learned (Olivia Walton)

The Waltons was een Amerikaanse televisieserie over een familie in Virginia gedurende ruwweg de  jaren dertig en veertig uit de 20e eeuw. De show werd in Amerika door CBS uitgezonden van 1972 tot 1981, en werd ook in Nederland uitgezonden.
De familie, bestaande uit Olivia en John Walton, hun zeven kinderen en Johns ouders Esther en Zeb, wordt gevolgd in hun dagelijkse strijd gedurende de recessiejaren en de Tweede Wereldoorlog. Het verhaal wordt gepresenteerd vanuit de waarneming van oudste zoon John-Boy, die aspiraties heeft om schrijver te worden. Het einde van elke aflevering was de nachtelijke blik op het huis, waar nog slechts één raam verlicht was. Dan hoorde de kijker de gehele familie elkaar welterusten wensen, met als afsluiter vader Walton: "Good night, John-Boy", en John-Boy: "Goodnight, everyone", waarna het laatste licht uitging.
President George H.W. Bush zei in 1992 tijdens een toespraak dat de VS zich meer als de Waltons zouden moeten gedragen dan als de Simpsons. In de eerstvolgende Simpsons-aflevering keken de personages naar Bush' toespraak op televisie en verklaarde Bart: "Hee, wij zijn net als de Waltons. Ook wij bidden voor het einde van de depressie".

## Prijzen

### Emmy Awards
- 1973 - Beste mannelijke hoofdrol in een dramaserie - Richard Thomas
- 1973 - Beste vrouwelijke hoofdrol in een dramaserie - Michael Learned
- 1973 - Beste dramaserie
- 1973 - Beste vrouwelijke bijrol in een dramaserie - Ellen Corby

- 1974 - Beste vrouwelijke hoofdrol in een dramaserie - Michael Learned

- 1975 - Beste mannelijke bijrol in een dramaserie - Will Geer
- 1975 - Beste vrouwelijke bijrol in een dramaserie - Ellen Corby

- 1976 - Beste vrouwelijke hoofdrol in een dramaserie - Michael Learned
- 1976 - Beste vrouwelijke bijrol in een dramaserie - Ellen Corby

- 1977 - Beste gastactrice in een dramaserie - Beulah Bondi

### Golden Globes
- 1976 - Beste vrouwelijke bijrol in een televisieserie Ellen Corby
- 1976 - Beste televisiedrama

## Rolverdeling
- Richard Thomas als John 'John-Boy' Walton
- Ralph Waite als John Walton, Sr.
- Michael Learned als Olivia Walton
- Ellen Corby als Esther 'Grandma' Walton
- Will Geer als Zebulon 'Zeb/Grandpa' Walton (overleed in 1978)
- Judy Norton Taylor als Mary Ellen Walton Willard
- David W. Harper als Jim-Bob Walton
- Kami Cotler als Elizabeth Walton
- Mary Beth McDonough als Erin Walton
- Eric Scott als Ben Walton
- Jon Walmsley als Jason Walton
- Joe Conley als Ike Godsey
- Ronnie Claire Edwards als Corabeth Godsey
- Helen Kleeb als Mamie Baldwin
- Mary Jackson als Emily Baldwin
- John Crawford als Sheriff Ep Bridges
- John Ritter als Dominee Matthew Fordwick